# Mohnkuchen

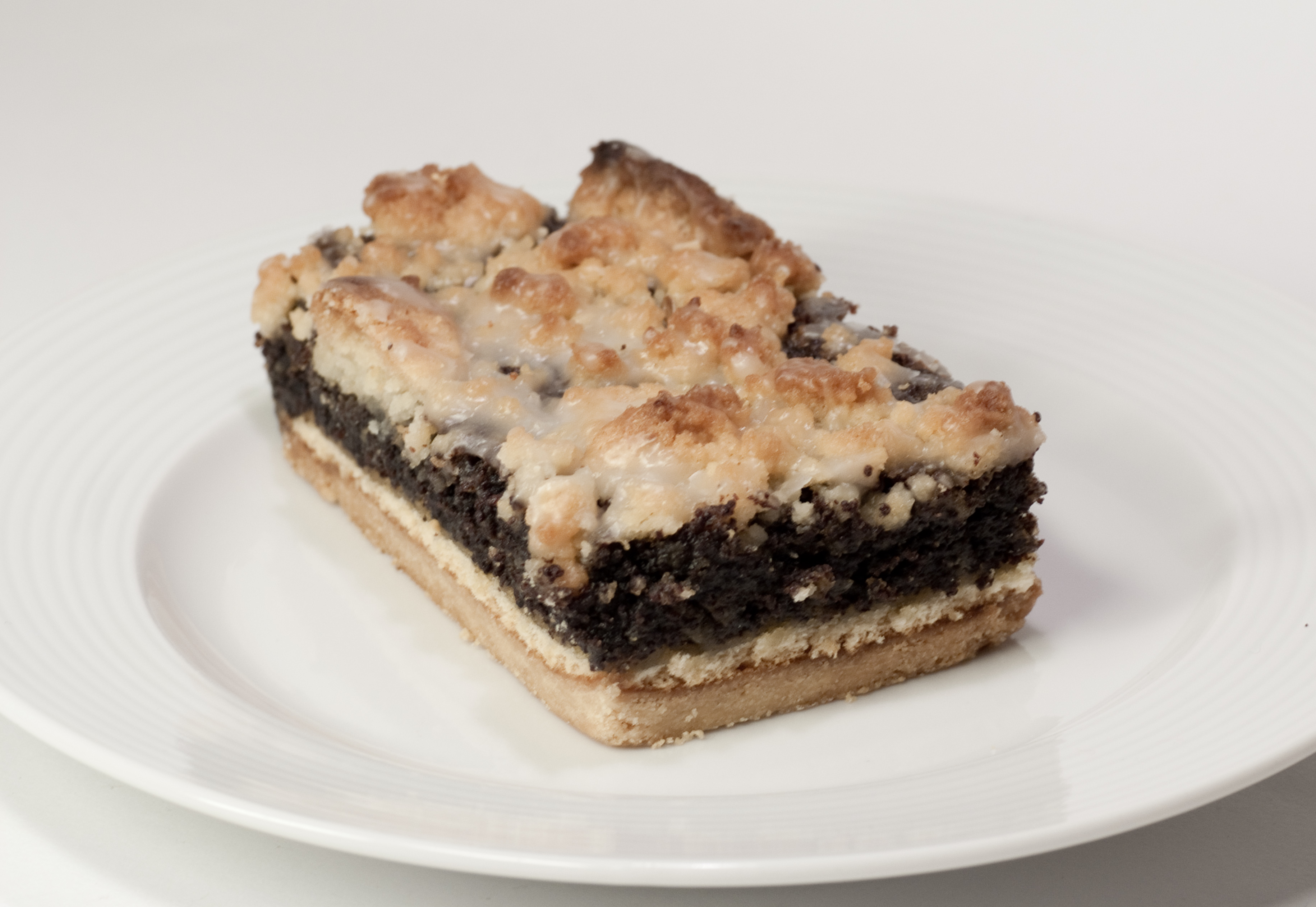
Mohnkuchen mit Streuseln

Mohnkuchen ist ein Oberbegriff für verschiedene Kuchensorten, denen gemeinsam ist, dass sie Samen von Blau- oder Graumohn enthalten, und zwar entweder im Teig oder in Form einer Auflage oder Füllung. Mohnkuchen ist traditioneller Bestandteil zahlreicher mittel- und osteuropäischer Regionalküchen, darunter die polnische, schlesische, böhmische, österreichische und deutsche Küche.

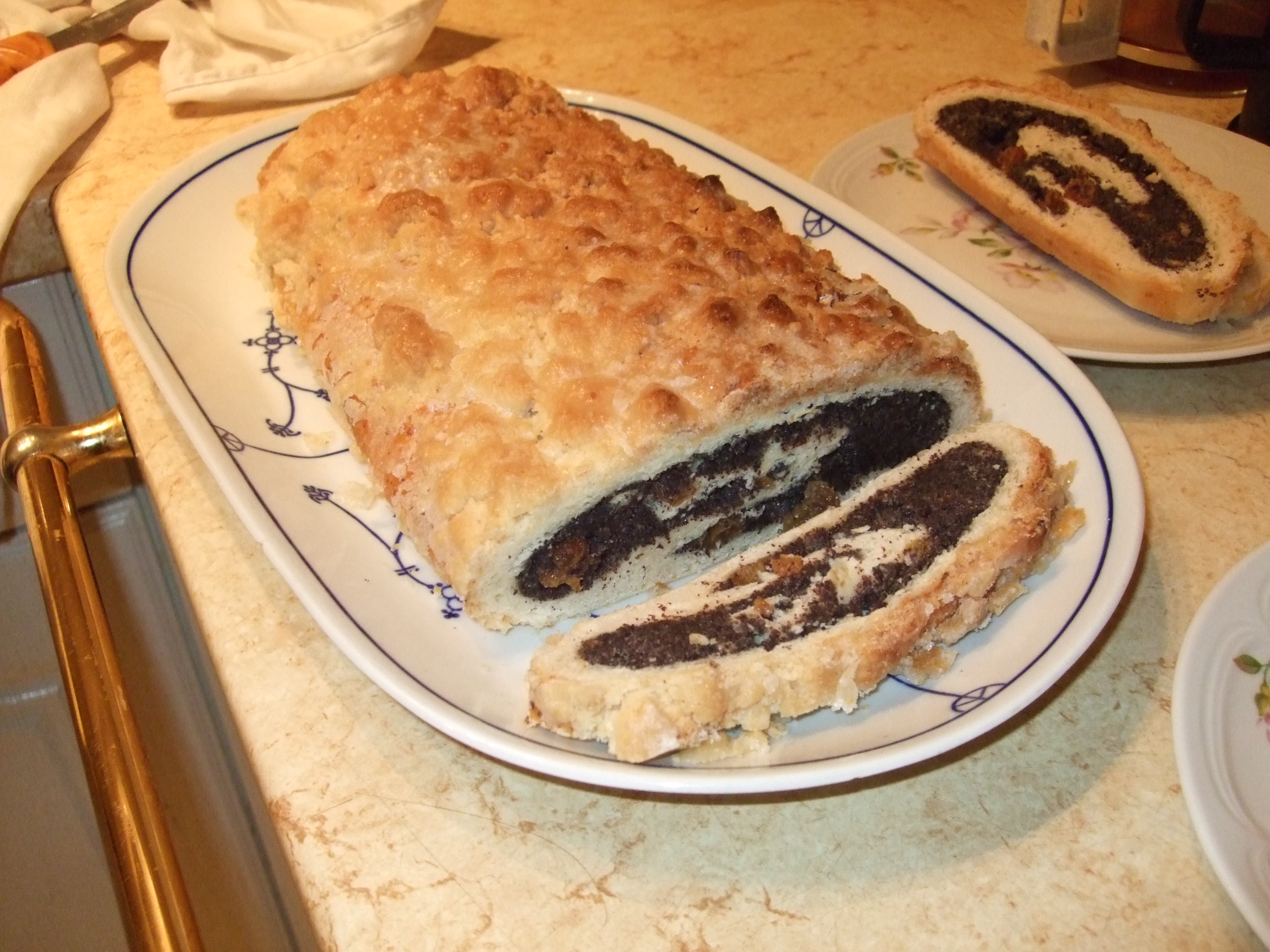
Ein Mohnkuchen aus der schlesischen und polnischen Tradition.

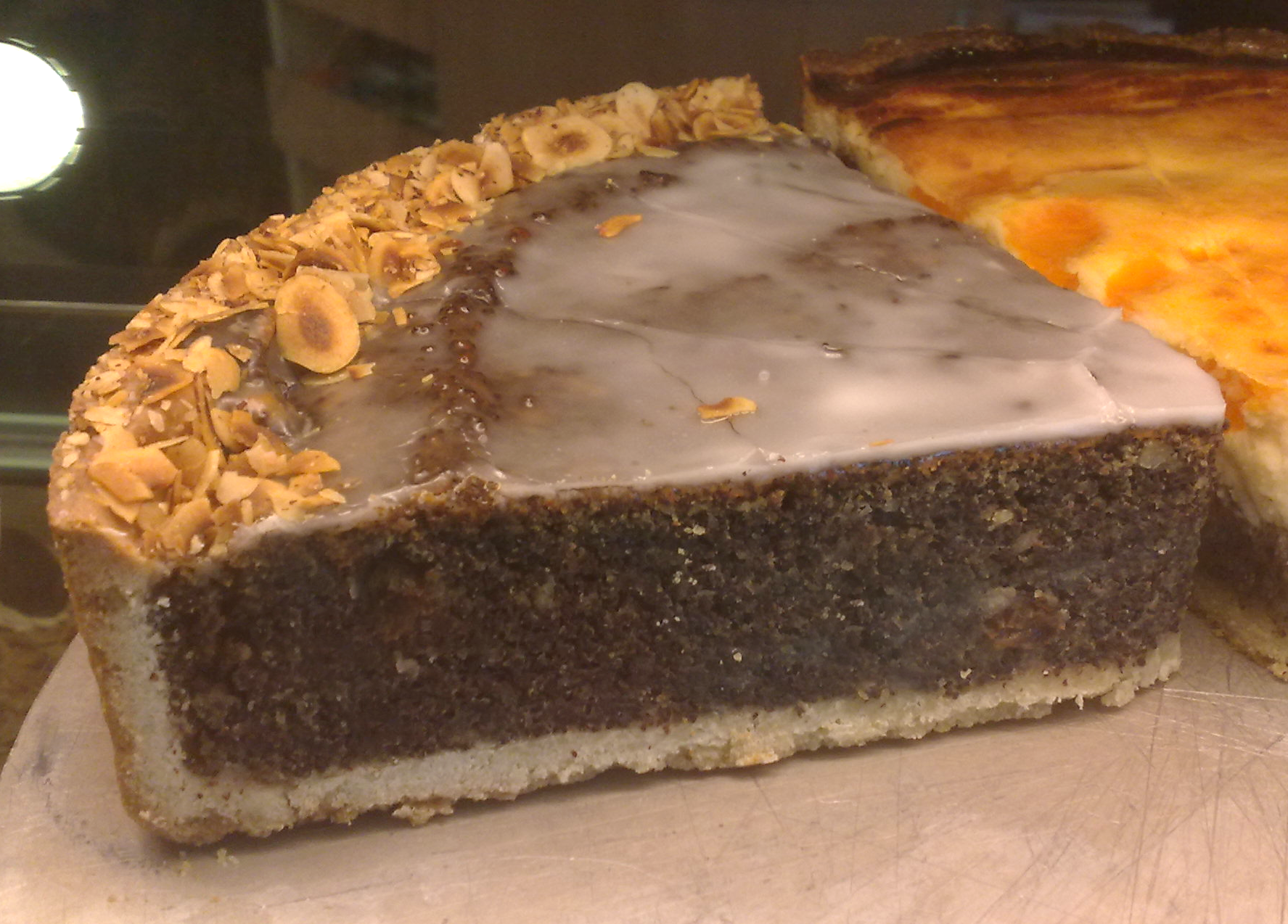
Mohnkuchen aus einer Springform

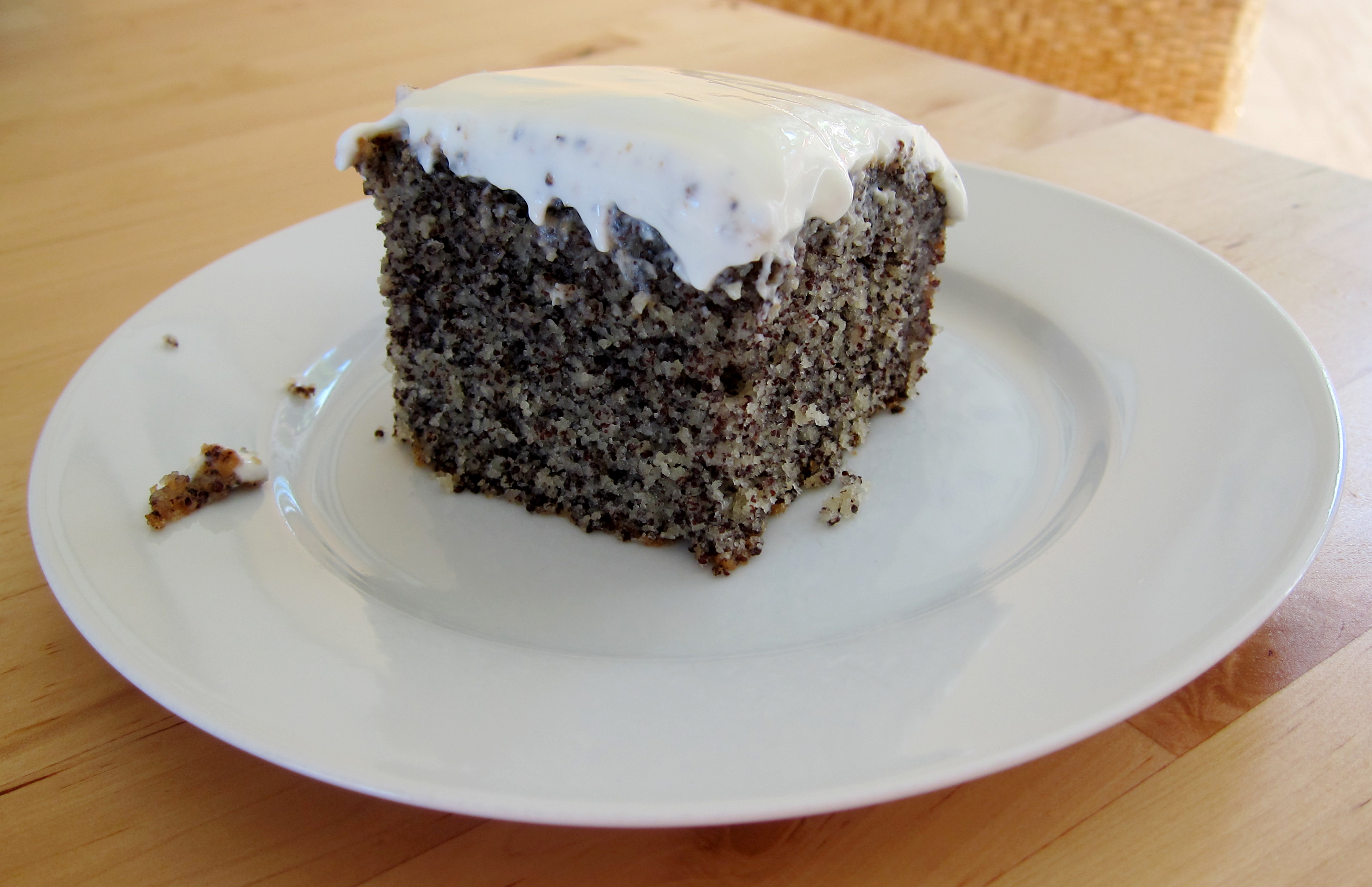
Mohnkuchen nach türkischem Rezept

Nach der von der Deutschen Landwirtschafts-Gesellschaft herausgegebenen Backwarensystematik für die Bundesrepublik Deutschland enthält mit einer Mohnmasse gefüllter oder belegter Mohnkuchen mindestens 60 Teile Mohnmasse auf 100 Teile Teig. Wird dagegen der Mohn direkt in den Teig eingearbeitet, so beträgt der Mindestanteil 12 Teile Mohn auf 100 Teile Teig.

## Mohnkuchen mit Füllungen und Auflagen

### Zubereitung von Mohnmasse
Zur Zubereitung einer Mohnfüllung oder -auflage werden Mohnsamen zunächst gemahlen (man sagt auch gequetscht), wozu besondere Mohnmühlen erhältlich sind. Erst durch das Aufbrechen der Samenschale wird das charakteristische herbe Mohnaroma freigesetzt. Der gemahlene Mohn wird mit Milch und Zucker aufgekocht und durch Zugabe von Stärke, Weizengrieß, Bröseln oder Eiern gebunden. Dazu kann die Füllung mit Gewürzen, Rum, zerkleinerten Mandeln, Marzipan und kandierten Früchten oder Trockenobst verfeinert werden.
Der Mindestanteil des Mohns in einer Mohnfüllung sind sowohl gemäß Deutschem wie auch Österreichischem Lebensmittelbuch 20 % Mohnsamen mit handelsüblichem Feuchtigkeitsgehalt.
Um die Mohnsaat zu mahlen, benötigt man besonderes Werkzeug und viel Zeit. Frisch gemahlener Mohn ist außerdem nicht lange haltbar, da er ranzig wird. Aus diesen Gründen führt der Handel verschiedene Convenience-Produkte wie backfertige Mohnfüllungen, Trockenmischungen und auch thermisch haltbar gemachten gemahlenen Mohn.

### Formen
- Gewickelte Mohnkuchen werden hergestellt, indem Hefeteig ausgerollt, mit Mohnmasse bestrichen und aufgewickelt wird. Der Kuchen kann dann als Mohnstriezel (schlesisch Schläscher Mohstriezel), Mohnwickel oder Mohnkranz auf dem Backblech oder aber als gefüllter Stuten in der Kastenform gebacken werden.[5] Der Kuchen wird oft mit einer Glasur sowie zusätzlich häufig auch mit Streuseln versehen. Schneidet man den Kuchen vor dem Backen in Scheiben, kann man Mohnschnecken herstellen; nach dem Backen abgeschnittene Scheiben von einem so gemachten Mohnkuchen werden als „Mohnstreifen“ angeboten. Als weitere niederschlesische Varianten sind bis heute in der Görlitzer Region bekannt die Mohnkranzlänge, der Mohnkringel und die Mohnlänge.[6]
- Mohnstollen ist als Variante des Stollens ein besonders schwerer Hefekuchen, der gemäß Deutschem Lebensmittelbuch mindestens 20 kg Mohn (üblicherweise in Form einer Füllung) auf 100 kg Getreideerzeugnisse und/oder Stärke enthält.[7] Auch in diesem Fall wird die Mohnmasse in der Regel eingewickelt.
- Blechkuchen mit Mohnauflage werden auf dem Backblech oder in der Springform gebacken. Bei dieser Variante wird ebenfalls ein Hefeteig ausgerollt und mit Mohnmasse bestrichen, dann aber nicht eingewickelt. Je nach Rezept wird der Kuchen noch mit Butterstreuseln, Teigstreifen oder einer Mürbeteigplatte belegt. Nach dem Backen wird der Kuchen mit Zuckerguss garniert, seltener ist die Garnitur mit Tortenguss.

## Kuchen aus mohnhaltigem Teig
Mohnkuchen kann auch aus Rühr- oder Biskuitmasse bereitet werden. Hierzu wird keine Mohnmasse verwendet, vielmehr wird die Mohnsaat in Milch eingelegt, gemahlen und ausgepresst und dann in die Kuchenmasse eingearbeitet. Der in Folge schwarzgrau gesprenkelte Kuchen ist je nach Feuchtigkeitsgehalt der Mohnsaat besonders saftig. Eine Variante dieser Zubereitungsart ist die Mohntorte.

## Mohnkuchen und Morphin
Die Menge des durch Verwendung von Mohnmasse in industriell hergestelltem Mohnkuchen enthaltenen Morphins ist nach einer Untersuchung des Lebensmittel- und Veterinärinstituts Braunschweig/Hannover nicht gesundheitsbedenklich. Nur in zwei von 32 untersuchten Proben lag dieser über dem empfohlenen Grenzwert von 0,38 mg/kg. Die ermittelten Werte lagen zwischen 0,1 und 1,0 mg/kg, in einem Fall bei 4,2 mg/kg und in einem extremen Fall bei 23,9 mg/kg der untersuchten Mohn- und Mohnstreuselkuchen. Allerdings reichen diese geringen Werte mitunter durchaus aus, um das Ergebnis eines Drogenschnelltests positiv ausfallen zu lassen.